# 常益长高速铁路
常益长高速铁路，即渝厦高速铁路常德经益阳至长沙段，是中国湖南省一条连接常德市、益阳市和长沙市的城际高速铁路，是八纵八横高速铁路网中厦渝通道湖南段、呼南通道以及湖南省高铁环线的重要组成部分。常益长高速铁路正线全长154公里，设计时速350km/h，为复线客运专线，全线为电力牵引和自动控制。长益段（长沙西-益阳南区间）于2022年9月6日建成通车，益常段（益阳南-常德区间）于2022年12月26日建成通车。

## 概况
常益长高速铁路分为长益段和益常段两部分，共设常德站、汉寿站、益阳南站、宁乡西站、长沙西站5个车站。该线的修建对于促进长株潭一体化乃至湖南“3+5”城市群的发展都有着重要的意义。同时该线将于与黔张常铁路相连，构成川渝地区与湘赣闽等地区间的快速通道，形成一条主要承担城际客流、同时兼顾长途快速客流的运输通道。

## 历史
2017年12月18日，国家发改委批复常益长铁路可行性研究报告。12月26日，常益长高速铁路开工动员暨长株潭城际铁路全线开通仪式在长沙西站举行，标志着常益长高速铁路开工建设。
2018年4月10日，常益长高速铁路环境影响评价报告第一次公示。6月5日，环评第二次公示。7月18日，湖南省环境保护厅批复《新建铁路常德经益阳至长沙铁路环境影响报告书》。
2019年6月，常益长高速铁路全面开工建设。7月14日，控制工程资水特大桥开工。
2020年4月28日，常益长高速铁路建设进入架梁施工阶段。
2021年9月29日，常益长铁路进入无砟轨道施工阶段。11月27日，常益长高铁控制性工程——资水特大桥全桥实现顺利合龙。12月1日，开始进入轨道铺设阶段。
2022年1月8日，全线箱梁架设完成。3月31日，益长段冷滑试验顺利完成。4月8日，常益长铁路与长株潭城际铁路在长沙西站外正式联通。4月12日，沅江特大桥主跨顺利合龙，全线正式贯通。该桥全长34.866公里，主跨跨度为240米，是目前世界上跨度最大的深水双肢薄壁塔梁墩固结体系高铁桥梁，同时也是中国设计时速350公里高速铁路中跨度最大的无砟轨道连续刚构斜拉桥。5月8日，益阳至长沙段正式进入联调联试阶段。6月16日，常德至益阳段正式进入铺轨阶段。6月20日，益长段进入试运行阶段。7月23日，常益段全线铺轨完成。9月6日，益长段开通运营，至此湖南所有市州均已开通高铁。9月28日，常益长铁路“四电”工程，常德至益阳南段信号接入黔张常线、长沙西城际场顺利开通。10月3日，常德至益阳段开始联调联试。11月21日，常益段启动试运行。12月26日，常德至益阳段开通运营，湖南高铁环形网正式成型，实现14市州高铁全覆盖。
常益长高速铁路将通过新建的“常益长与武广高铁直通线工程”与京广高速铁路连接。